# On His Wedding Day
On His Wedding Day é um filme mudo norte-americano de 1913, do gênero comédia, produzido e dirigido por Mack Sennett.